# Ukrayina (cruzador)

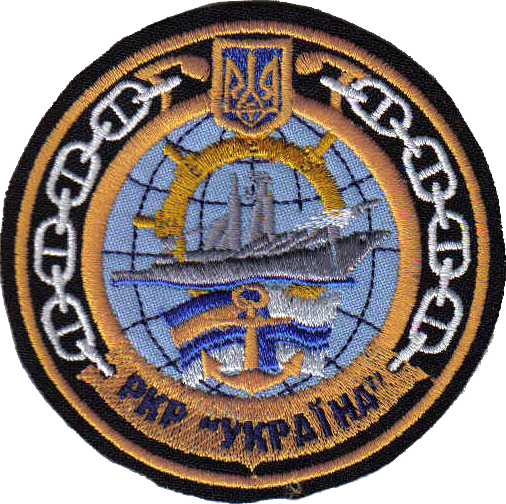

O Ukrayina é um cruzador de mísseis guiados ucraniano. Pertence à classe Slava, sendo o último construído. Mas foi inacabado e nunca entrou em serviço por falta de custos. Seria chamado de Komsomolets ou Almirante Flota Lobov na Marinha Soviética e, depois, de Ukrayina na marinha ucraniana.